# Марк Клувий Руф
Марк Клувий Руф (на латински: Marcus Cluvius Rufus; * пр. 2 пр.н.е.; † сл. 70 г.) е римски консул и историк от 1 век.
Произлиза от фамилията Клувии от Кампания. През 45 г. той става суфектконсул по времето на император Клавдий. Той е приятел с император Нерон и му служи като негов Херолд. Император Галба го изпраща през 68 г. като управител на Тараконска Испания. Разбира се с всички следващи императори.
Пише история, която е цитирана от Тацит, Светоний, Плутарх и Дион Касий.